# Billet de 5 francs congolais
Recto
Verso
Chronologie
Billet 1FC Billet 10FC
Le billet de 5 francs congolais a fait partie de la monnaie officielle de la République démocratique du Congo (RDC) pendant une certaine période, mais il n'est plus en circulation en raison de sa faible valeur. Ce billet, émis par la Banque Centrale du Congo, représentait autrefois une petite dénomination qui permettait des transactions de faible montant dans l'économie congolaise. Cependant, l'inflation et la dévaluation de la monnaie ont rendu cette coupure obsolète au fil des années, menant à son retrait officiel de la circulation.

## Historique
Le billet de 5 francs congolais a été émis pour la première fois lors de l'indépendance du Congo, en 1960, lorsque le pays a instauré sa propre monnaie en remplacement du franc congolais belge. Les premières séries de billets affichaient des éléments culturels et historiques, célébrant l’identité nationale. Au fil des décennies, d'autres émissions ont été mises en circulation pour remplacer les anciennes séries, suivant les réformes monétaires du pays. C’est en 1997 que le CDF a été réintroduit en RDC, remplaçant les nouveaux zaïres de Mobutu Sese Seko, l’ancienne monnaie du pays après l’époque coloniale,.

## Caractéristiques
Le design du billet de 5 francs, bien que modeste, arborait souvent des symboles de la culture congolaise, comme des motifs d'animaux locaux, des paysages ou des portraits symbolisant l'unité nationale,.

## Utilisation et valeur

### Contexte économique et dévaluation
La RDC a été marquée par une inflation importante durant les années 2006 et 2007, due à plusieurs facteurs, notamment des crises politiques, des guerres civiles et une gestion économique instable. La valeur du franc congolais a chuté considérablement, réduisant progressivement le pouvoir d'achat des petites coupures telles que le billet de 5 francs. En raison de cette perte de valeur, le billet est devenu inutilisable pour les transactions, car il n’avait pratiquement plus de pouvoir d’achat, même pour des biens ou des services de base.

### Retrait de la circulation
Face à cette situation, la Banque Centrale du Congo a décidé de retirer officiellement les billets de 5 francs congolais de la circulation. Cette décision faisait partie de plusieurs réformes visant à réduire le nombre de petites coupures inutiles, avec pour objectif de simplifier les transactions et de lutter contre l’inflation galopante. Le billet de 5 francs, désormais considéré comme une pièce de collection, est rarement trouvé en circulation, même parmi les collectionneurs, car sa faible valeur et son usage prolongé l'ont rendu rare et souvent endommagé.

## Signification culturelle et économique
Le billet de 5 francs congolais n'est plus en circulation aujourd'hui, remplacé par des coupures de valeurs plus élevées pour répondre aux besoins de l’économie actuelle de la RDC. Néanmoins, il reste une pièce marquante de l’histoire économique et culturelle du Congo, symbolisant une époque révolue dans laquelle il jouait encore un rôle dans le quotidien des Congolais.

### Aspects culturels et iconographie
Le billet de 5 francs congolais était souvent décoré de motifs rappelant la richesse naturelle du pays. On y trouvait des images stylisées de la faune et de la flore congolaises, symbolisant la diversité écologique du Congo. Les couleurs et les motifs changeaient légèrement d'une série à l'autre, mais l'idée principale restait la mise en valeur de l’identité nationale.

### Héritage et collection
Même si ce billet n'a plus de valeur d'échange en RDC, il garde une certaine valeur historique et symbolique, en particulier pour les collectionneurs et les passionnés de l’histoire monétaire africaine. Il est parfois recherché par des numismates qui souhaitent conserver une trace de l'histoire économique du pays et de ses défis financiers. Le billet de 5 francs congolais est un témoignage de la période où de petites coupures pouvaient encore être utiles dans l'économie congolaise, avant les réformes monétaires plus récentes qui ont vu l'émergence de nouvelles coupures de plus forte valeur.